# Mérignac, Charente

Mérignac este o comună în departamentul Charente, Franța. În 1 ianuarie 2022 avea o populație de 812 de locuitori.